# The Book of Love (canção)
"The Book of Love" é uma canção lançada pela banda americana de rock and roll The Monotones; foi escrita por três membros do grupo e chegou ao 5.º lugar na parada Billboard.